# Contumyces rosellus
Contumyces rosellus är en svampart som först beskrevs av Meinhard (Michael) Moser, och fick sitt nu gällande namn av Redhead, Moncalvo, Vilgalys & Lutzoni 2002. Enligt Catalogue of Life ingår Contumyces rosellus i släktet Contumyces, klassen Agaricomycetes, divisionen basidiesvampar och riket svampar, men enligt Dyntaxa är tillhörigheten istället släktet Contumyces, ordningen Hymenochaetales, klassen Agaricomycetes, divisionen basidiesvampar och riket svampar. Arten är reproducerande i Sverige. Inga underarter finns listade i Catalogue of Life.